# Clubiona notabilis
Clubiona notabilis är en spindelart som beskrevs av Ludwig Carl Christian Koch 1873. Clubiona notabilis ingår i släktet Clubiona och familjen säckspindlar.
Artens utbredningsområde är Queensland. Inga underarter finns listade i Catalogue of Life.